# 4 (ヒトリエのアルバム)
『4』(フォー) は、ヒトリエのメジャー1枚目のベスト・アルバム。2020年8月19日にSony Music Associated Recordsより発売。

## 概要
前作『HOWLS』より約1年ぶりとなるアルバムで、初のベストアルバム。
今まで4人で活動してきたヒトリエの本人たちにとってベストな楽曲が収録されており、4人で作り上げてきたベストアルバムだから「4」というタイトルとなった。タイトルはシノダが考案した。
当初は2020年4月22日に発売される予定であったが、新型コロナウイルス感染症の感染拡大を受け、政府から緊急事態宣言が発令された事で全国のCDショップが休業に追い込まれ販売出来なくなったことにより、急遽発売延期となった。なお、2020年5月8日に、8月19日に発売することが発表された。

## 収録曲
- 全曲作詞作曲:wowaka 編曲:ヒトリエ

DISC1
1. カラノワレモノ
2. SisterJudy
3. モンタージュガール
4. Inaikara
5. センスレス・ワンダー
6. アンチテーゼ・ジャンクガール
7. 踊るマネキン、唄う阿呆
8. (W)HERE
9. インパーフェクション
10. NONSENSE
11. トーキーダンス
12. シャッタードール
13. ワンミーツハー
14. フユノ

DISC2
1. リトルクライベイビー
2. イヴステッパー
3. doppel
4. 目眩
5. アンノウン・マザーグース[注 2]
6. 絶対的
7. Loveless
8. ポラリス
9. 日常と地球の額縁[注 2]
10. コヨーテエンゴースト
11. SLEEPWALK
12. 青
13. ローリンガール2016.2.18 at 下北沢 GARDEN[注 2]

### 初回限定盤BD収録曲
1. 踊るマネキン、唄う阿呆
2. トーキーダンス
3. アンノウン・マザーグース[注 2]
4. ポラリス
5. センスレス・ワンダー

## 演奏
- wowaka (ボーカル・ギター・作詞作曲)
- シノダ (ギター・コーラス)
- ゆーまお (ドラム・コーラス)
- イガラシ (ベース・コーラス)